# Zrywka kryształowa

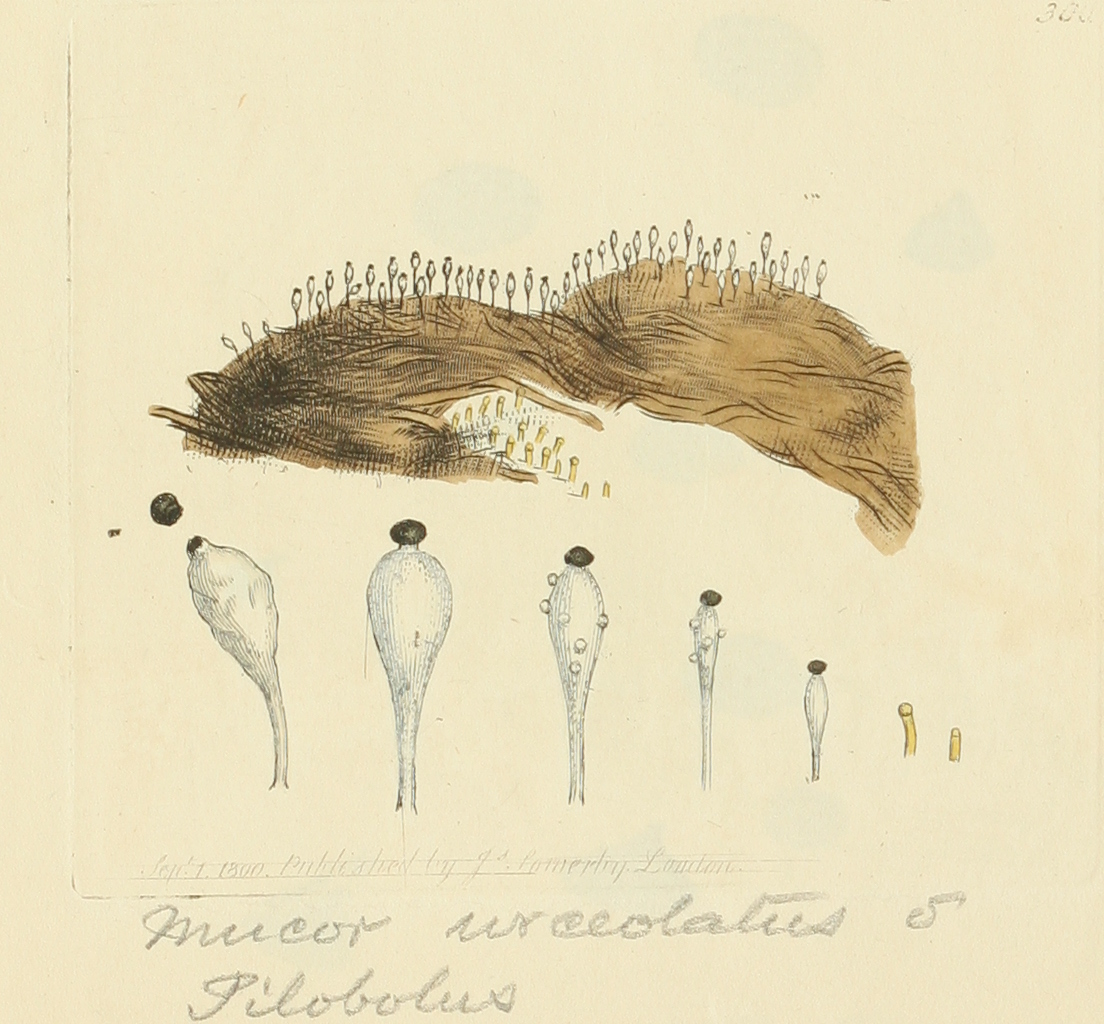
Rozwój zarodni i mechanizm jej wyrzucania

Zrywka kryształowa (Pilobolus crystallinus (F.H. Wigg.) Tode) – gatunek grzybów z rzędu pleśniakowców (Mucorales). Grzyb wystrzeliwujący swoje zarodniki na odległość do 2 m.

## Systematyka
Pozycja w klasyfikacji według Index FungorumPilobolus, Pilobolaceae, Mucorales, Incertae sedis, Mucoromycetes, Mucoromycotina, Mucoromycota, Fungi.
Po raz pierwszy gatunek ten opisał Friedrich Heinrich Wiggers w 1780 r. nadając mu nazwę Hydrogera crystallina. Obecną, uznaną przez Index Fungorum nazwę nadał mu Heinrich Julius Tode w 1784 r. Pilobolus crystallinus jest typem nomenklatorycznym rodzaju Pilobolus.
Synonimy
- Hydrogera crystallina F.H. Wigg. 1780
- Mucor obliquus Scop. 1772
- Mucor urceolatus Bull. 1790
- Pilobolus crystallinus var. hyalosporus (Boedijn) F.M. Hu & R.Y. Zheng 1989
- Pilobolus hyalosporus Boedijn 1959
- Pilobolus ramosus McVickar 1942
- Pilobolus schmidtii Sacc. 1926
- Pilobolus simplex McVickar 1942
- Pilobolus urceolatus Purton 1817

Nazwa polska według X tomu Grzybów.

## Cykl życiowy
Gdy zarodniki Pilobolus crystallinus znajdą się w łajnie, rozwija się z nich grzybnia. Ponad powierzchnię łajna wyrastają z niej sporangiofory wytwarzające zarodnie z zarodnikami. Po osiągnięciu dojrzałości zostają one wyrzucone na pewną odległość w trawę otaczającą odchody. Tego typu zarodniki wyrzucane przez ciśnienie noszą nazwę balistospor. Gdy wraz z trawą zostaną zjedzone przez zwierzę roślinożerne, przechodzą bez uszkodzenia przez jego przewód pokarmowy i po wydaleniu wraz z odchodami od razu mają korzystne warunki do rozwoju.

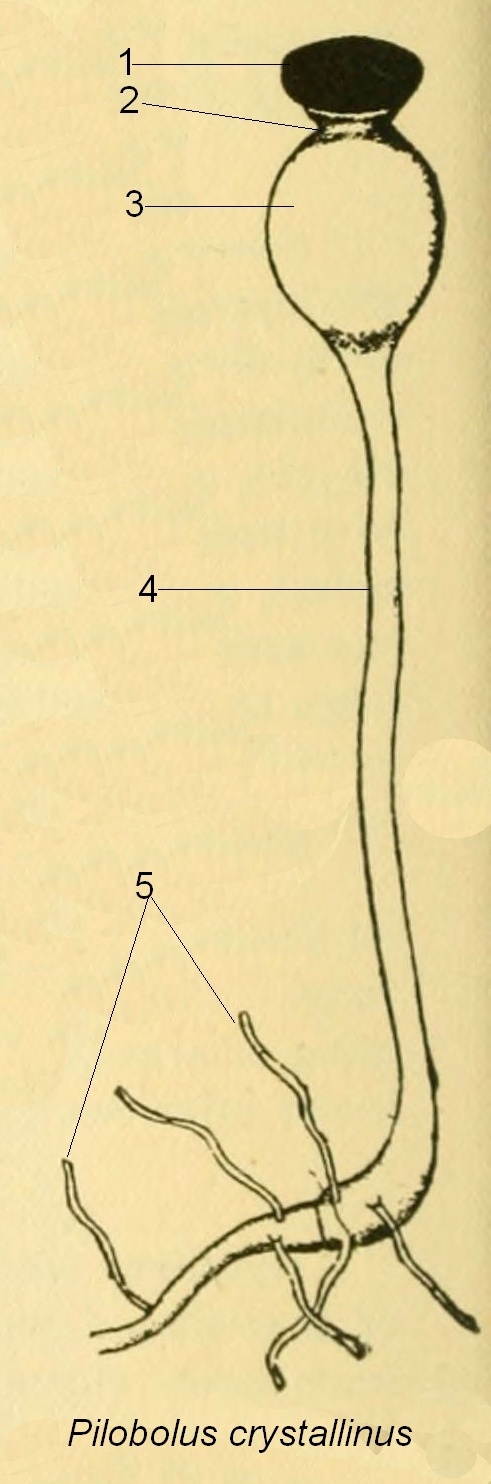
1 – zarodnia, 2 – kolumella, 3 – pęcherzyk, 4 – sporangiofor, 5 – grzybnia

## Morfologia
Sporangiofor Pilobolus crystallinus ma charakterystyczną, wyjątkową budowę. Hialinowy konidiofor zakończony jest podobnym do balonu pęcherzykiem, u podstawy którego znajduje się pierścieniowate zgrubienie zawierające karoten. Gdy promienie światła padają z góry na nabrzmienie, załamują się w nim i skupiają na pierścieniu cytoplazmy. W tym stanie trzonek nie wykonuje ruchów. Gdy jednak światło padnie na trzonek z boku, wówczas załamuje się w jego nabrzmieniu pod innym kątem i odbija na przeciwną ścianę komórki. W wyniku reakcji fotochemicznej powstaje bodziec powodujący ustawienie się sporangioforu prostopadle do źródła światła.
Zarodnia zbudowana jest z dwóch warstw; wewnętrznej, otaczającej zarodniki i zewnętrznej. Warstwa zewnętrzna u podstawy jest słabsza, mniej skutynizowana i ulega stopniowemu zgalaretowaceniu. W pęcherzyku i zarodni w miarę dojrzewania zarodni następuje wzrost ciśnienia. Może ono dojść nawet do 5,5 atmosfer. Gdy przekroczy wytrzymałość zarodni powoduje rozszczepienie się jej warstw. Zarodnia pęka w najsłabszym miejscu przy podstawie i siłą odrzutu zostaje wyrzucona na odległość czasami nawet ponad 2 m. Powstaje przy tym trzask możliwy do usłyszenia z kilku metrów. Odrzucona zarodnia przykleja się do podłoża swoją dolną, zgalaretowaciałą ścianą. Jej wewnętrzna warstwa pozostaje nieuszkodzona, dzięki czemu znajdujące się w niej zarodniki przez długi czas są chronione i zachowują zdolność kiełkowania.
Obserwacje w skaningowym mikroskopie elektronowym wykazały, że powierzchnia zarodni pokryta jest kryształami węglanu wapnia o dwóch różnych rozmiarach. Większe kryształy otaczają kolce i porę rostkową.

## Występowanie i siedlisko
Podano występowanie zrywki kryształowej w Ameryce Północnej i Środkowej, Europie i na Nowej Zelandii. Występuje również w Polsce. W literaturze naukowej podano 4 stanowiska (1911, 1970, 1979, 1997). Według niektórych autorów jest grzybem częstym, ale pomijanym ze względu na swoje niewielkie wymiary.
Jest grzybem saprotroficznym i koprofilnym. Rozwija się na odchodach zwierząt roślinożernych. T. Meehan w 1881 r. pisał: ten mały grzyb okazał się w tym sezonie kosztowną irytacją dla kwiaciarni zajmujących się zimowaniem kwiatów. Szczególnie hodowcy róż stwierdzili, że poważnie ingeruje to w ich zyski. Uszkodzenie było spowodowane występowaniem zarodni, które pokrywały kwiaty i liście róż, jakby obficie posypane czarnym pieprzem. Kwiaty były prawie nienadające się do sprzedaży, ponieważ pierwsze wrażenie było takie, że czarne kropki to mszyce.